# Echinanthera cyanopleura
Echinanthera cyanopleura — вид змій родини полозових (Colubridae). Мешкає в Бразилії і Аргентині.

## Поширення і екологія
Echinanthera cyanopleura мешкають на південному сході Бразилії, в штатах Ріу-Гранді-ду-Сул, Санта-Катаріна, Парана, Сан-Паулу, Ріо-де-Жанейро і Мінас-Жерайс, а також на крайньому північному сході Аргентини, в провінції Місьйонес.  Вони живуть у вологих рівнинних атлантичних лісах. Ведуть наземний спосіб життя, активні як вдень, так і вночі, живляться амфібіями і ящірками.